# Fatos Kongoli
Fatos Kongoli est un écrivain et académicien albanais né le 12 janvier 1944 à Elbasan en Albanie.

## Biographie
Fatos Kongoli vit la première partie de sa vie sous le régime communiste. Son père, Baki Kongoli, est un instituteur et compositeur violoniste formé au conservatoire de Pavio à Turin en 1937. Ce dernier devient partisan durant l'occupation allemande de l'Albanie. Après la guerre, il est élu secrétaire de la Ligue des Ecrivains et Artistes d'Albanie en 1956, puis devient directeur adjoint de l'Institut de Culture Populaire de 1967 jusqu'en 1974. Cette année, son ami Beqir Ballaku, ministre de la défense, est arrêté, et Baki Kongoli est purgé du parti et déchu de ses responsabilités. Le père de Fatos Kongoli lui dira: "l'art était maudit".
Fatos Kongoli évite la voie de l'art et étudie les mathématiques, à l'université de Pékin en Chine, durant l'alliance sino-albanaise.
Son choix des mathématiques est celui d'un espace un peu plus abrité dans un régime totalitaire: "il n'y a pas de conception marxiste de l'algèbre".
Il est ensuite professeur, puis travaille en tant que journaliste littéraire dans la presse et rédacteur pour la maison d'édition Naim Frashëri. Il commence à publier des récits et des romans dans la presse littéraire à partir du milieu des années 60, mais il a préféré n'écrire véritablement qu'après la chute du régime communiste d'Enver Hoxha.

## Une carrière d'écrivain post-régime
Fatos Kongoli peint les années du régime communiste et l'ère de la transition post-communiste qui s'étend jusqu'à aujourd'hui. Ses livres traitent du destin de personnages aliénés et d'anti-héros éprouvés, détruits par le régime politique de terreur communiste pendant près d'un demi-siècle. Il analyse les répercussions de ce système sur les individus ordinaires, pris entre des situations dérisoires et tragiques. Ces êtres sont dépeints avec un réalisme poignant, tel que le personnage du Paumé (1992). Cet homme décide au dernier moment de ne pas monter à bord du bateau en direction de l'Italie, préférant le cauchemar familier de son pays.

## Liste des œuvres

### Œuvres traduites en français
- Le Paumé, paru en 1997 (titre original: I humburi, 1992)
- L'Ombre de l'autre, paru en 1998 (titre original: Kufoma, 1994)
- Le Dragon d'ivoire, paru en 2000 (titre original: Dragoi i fildishtë, 1999)
- Le Rêve de Damoclès, paru en 2004 (titre original: Ëndrra e Damokleut, 2002)
- Peau de Chien, paru en 2005 (titre original: Lëkura e qenit, 2003)
- Tirana Blues, paru en 2007 (titre original: Te porta e Shën Pjetrit, 2005)
- La vie dans une boite d'allumettes, paru en 2008 (titre original: Jetë në një kuti shkrepësesh, 2007)
- Le boléro dans la villa des vieux, paru en 2013 (titre original: Bolero në vilën e pleqve, 2008)

### Œuvres non-traduites en français
- Ne të tre (2006) – Nous trois (roman)
- Në pritje të Nostradamusit (2007) – En attendant Nostradamus (récits)
- Illuzione në sirtar (2010) – Illusions dans le tiroir (roman)
- Si-do-re-la (2011) – Si-do-re-la (roman)
- Njeriu me fat (2013) – L’homme chanceux (roman)
- Gjemia e mbytur (2015) – Le naufrage (roman)
- Karuseli (2017) – Le carrousel (roman)
- Një ëndërr Europiane mes Al Paçinos dhe Kavabatës (2019) – Un rêve européen entre Al Pacino et Kawabata (prose)
- Gënjeshtarë të vegjël (2019) – Petits menteurs (roman)
- Stinë pandemie (2020) – Saison pandémique (roman)
- Misteri i mjellmës (2022) – Le mystère du cygne (roman)

## Prix, candidatures et récompenses
Fatos Kongoli a gagné trois fois le prix annuel de l'État  pour le meilleur livre en prose en Albanie. En France, il est fait chevalier de l'Ordre national de la Légion d'honneur en 2010.
L'Académie des Sciences de l'Albanie a présenté Fatos Kongoli comme candidat au prix Nobel de la littérature en 2022.